# Corvus corax varius
El cuervo multicolor (Corvus corax varius) es una subespecie extinta de cuervo común C. corax poseía un color de plumaje blanco y negro y su pico era marrón claro habitaba en Dinamarca, Islas Feroe y también en Islandia.

## Extinción

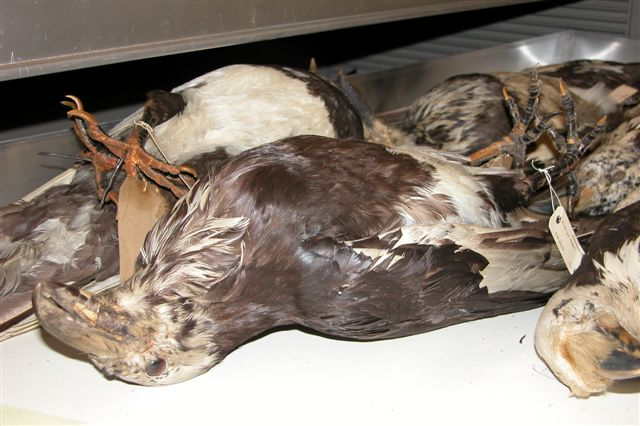
Los 6 ejemplares del Museo Zoológico

Su extinción fue por la caza por la creencia que era una plaga y por sus plumas.